# Belfast, Maine
Belfast är en stad i Waldo County i delstaten Maine, USA, med 6 381 invånare (2000). Den har enligt United States Census Bureau en area på 99,3 km². Belfast är administrativ huvudort (county seat) i Waldo County. 

### Fotnoter
1. ↑  United States Census Bureau, 2010 U.S. Gazetteer Files, United States Census Bureau, 2010, läst: 9 juli 2020.[källa från Wikidata]
2. ↑  United States Census Bureau (red.), USA:s folkräkning 2020, läs online, läst: 1 januari 2022.[källa från Wikidata]